# 城原川ダム

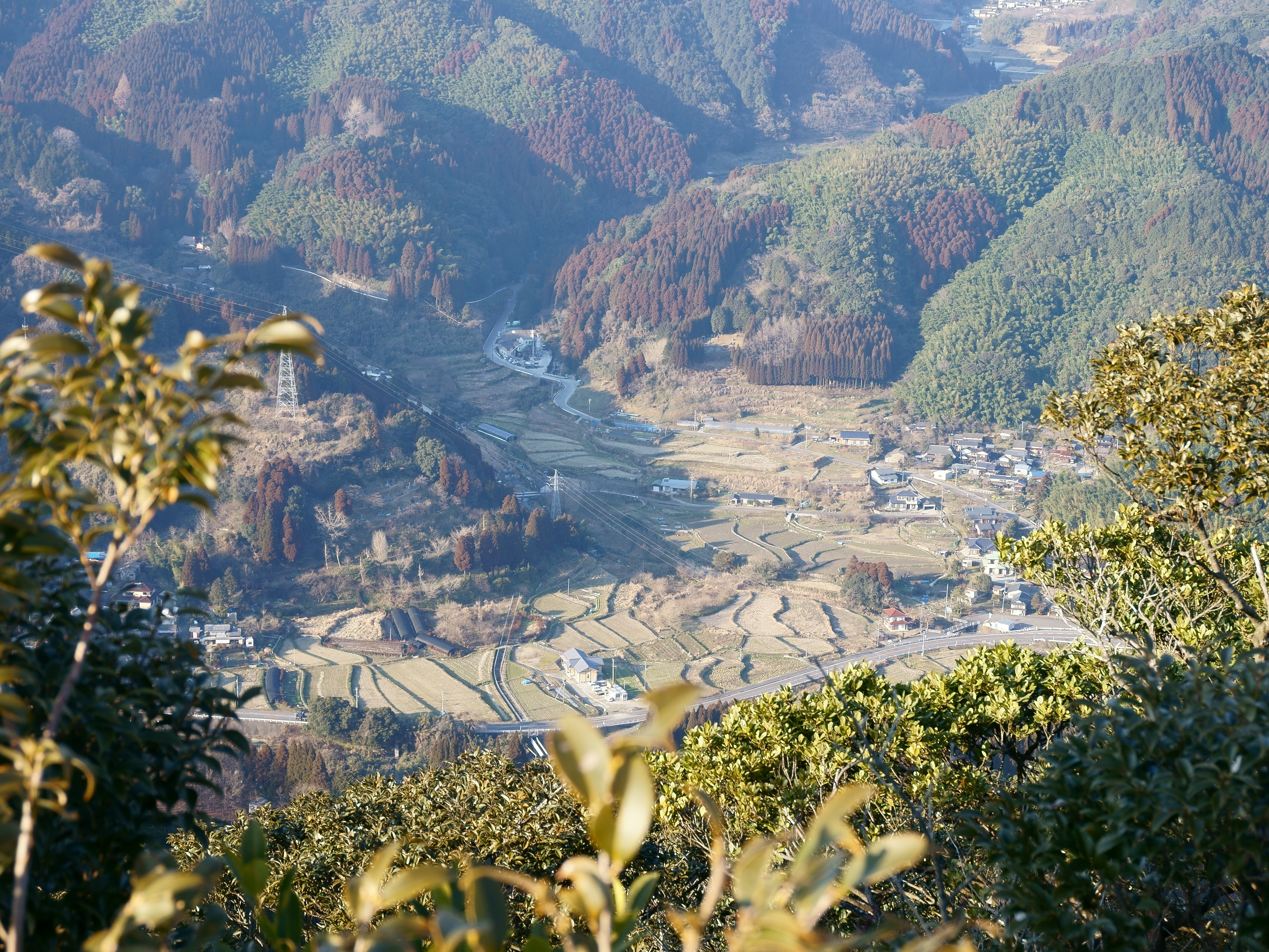
城原川ダムの貯水池として検討されている神埼市脊振町の岩政倉今地区（2017年撮影）

城原川ダム（じょうばるがわダム）は、佐賀県神埼市、一級河川・筑後川水系城原川（じょうばるがわ）に建設が計画されているダムである。
国土交通省九州地方整備局が計画しているダムで、高さ98.5メートルの中央土質遮水壁型ロックフィルダムで建設される予定である。当初は多目的ダムとして計画されていたがその後の計画変更によって洪水調節のみを目的とする治水専用ダムとして現在計画が進められている。1979年（昭和54年）の計画発表当初からダム建設に対して反対運動が根強く、日本の長期化ダム事業の一つに挙げられ現在も地元は建設に対し賛否両論が渦巻いている。完成時期は未定である。

## 沿革
城原川は天井川である、大雨の際には度々氾濫する一方雨が少ないと枯渇しやすかった。特に1953年（昭和28年）の水害では流域に被害を与え、1994年（平成6年）の渇水では川の枯渇により流れが中絶してしまった。また、流域は佐賀市を始め急速に人口が増加、水需要の逼迫が問題となった。建設省（現国土交通省九州地方整備局）は城原川にダムを建設して洪水調節と河川流量維持を図り、筑後川・城原川・嘉瀬川を結んで水の効率的な融通を図る「佐賀導水事業」と連携して上水道・工業用水の供給を図るべく特定多目的ダム事業として城原川ダム建設事業が1979年（昭和54年）より計画された。

## 賛成派と反対派で割れる地元
ダムの高さは98.5m、型式は中央土質遮水壁型ロックフィルダムである。ダム建設はまだ実施計画調査の段階であり本体着工は計画発表より25年経過した現在でも為されていない。これは下流住民がダム早期建設を要望する一方で地元住民と一部下流域住民がダム建設に反対しているためで、住民は賛成・反対に別れ対立し佐賀県を巻き込み紛糾している。建設省はダム代替案を提示し堤防嵩上げ・堤防引堤・遊水地の3案を流域住民等に提示しダム建設の有用性を説得している。一方佐賀県は利水に関しては参加を取りやめたが治水ダムとしての有用性は認識しており、2005年（平成17年）に平常時には水を貯水しない「穴あきダム」方式を国土交通省に提案。当初難色を示していた国土交通省も翌2006年（平成18年）1月、「筑後川水系河川整備計画」を発表し、この中で治水計画の柱として城原川ダムを治水ダムとして位置づけた。
だがこれに対して賛成派は多目的ダムでの事業推進を要望、反対派は遊水地建設を柱とした治水対策が最善として治水ダム案には批判を強めており、両者は署名活動を行って活動のボルテージを高めている。同年4月には平成の大合併によって新しく誕生した神埼市市長選でもダム建設の是非が焦点となったが、新しい市長はダム建設について当初賛否を明らかにしていなかったものの、後に『治水ダム建設賛成』を明確に打ち出している。こうした事から賛成派の勢いが付く一方で反対派は様々な反対運動を繰り出して行くものと考えられており、今後も賛成・反対両派のせめぎ合いが続くものと見られる。先述のように計画発表から25年を経過し未だ本体着工に至らないが、ダム事業は更に長期化の一途を辿ろうとしている。
2020年（令和2年）6月、容認派と反対派に分かれていた住民組織が統合し、城原川ダム建設対策協議会が設立された。